# Marquard von Reichlin-Meldegg
Marquard Christoph Cajetan Joseph Freiherr von Reichlin-Meldegg (* 26. April 1769 in Pfaffenhausen; † 30. Juni 1845 in Ingolstadt) war ein bayerischer Generalmajor.
Er entstammte der süddeutschen Adelsfamilie Reichlin von Meldegg.
Mit Dekret vom 20. Juli 1809 wurde er von Kaiser Napoleon zum Mitglied der französischen Ehrenlegion ernannt. Am 28. Januar 1840 wurde er zum Ehrenbürger von Ingolstadt ernannt.